# Szántó Zoltán
Szántó Zoltán (szül. Schreiber, Nagykanizsa, 1893. december 17. – Budapest, 1977. március 26.) magyar diplomata, kommunista politikus, államminiszter a harmadik Nagy Imre-kormányban.

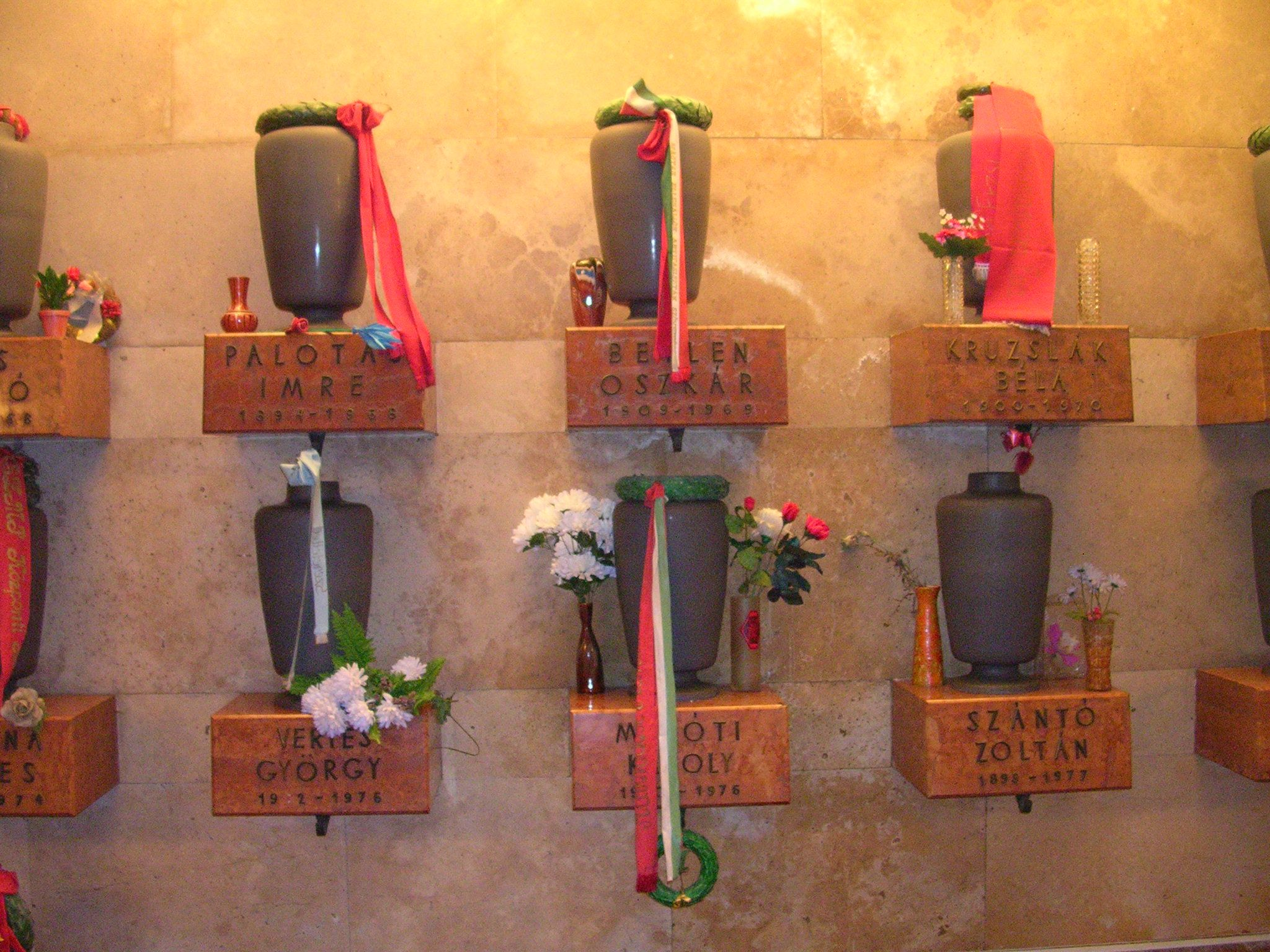
Urnája a Fiumei úti sírkert Munkásmozgalmi mauzóleumában, 2005-ben

## Élete
Apja Schreiber Sándor hentessegéd, anyja Günsberger Szelina. Négy polgárit, majd felsőkereskedelmi iskolát végzett. 1908-ban asztalosinasként kapcsolódott be az MSZDP ifjúsági mozgalmába. Eredetileg orvosi pályára készült, de az első világháború kitörése megakadályozta a továbbtanulásban. 1914-ben tiszti iskolát végzett, majd a keleti frontra került. 1916-ban orosz fogságba került, itt került kapcsolatba az orosz forradalmi mozgalommal.
1918 nyarán hazatérhetett, Budapesten beiratkozott a tudományegyetem orvosi karára. A budapesti karhatalmi századparancsnoka lett. Az őszirózsás forradalom idején századával együtt a Magyar Nemzeti Tanács mellé állt, aktív szerepet játszott a dunai hidak védelmében. Novemberben az elsők között lépett be a KMP-be. A Tanácsköztársaság idején a Vörös Hadsereg ezredparancsnoka, hadosztály-politikai biztos volt. A Tanácsköztársaság bukása után Ausztriába emigrált.
1919. június 11-én Budapesten, a Józsefvárosban orvostanhallgatóként feleségül vette a nála négy évvel fiatalabb Török Sára szintén orvostanhallgatót, Török Vilmos és Friedmann Róza lányát.
Részt vett a KMP újjászervezésében, 1926-ban póttagja lett a párt központi bizottságának, majd még ugyanebben az évben pártutasításra hazatért. Itthon 1927-ben letartóztatták, 8 és félévi fegyházra ítélték. Büntetése letöltése után, 1935-ben Moszkvába emigrált, ahol a Kommunista Internacionáléban a KMP-t képviselte.
A második világháború alatt a moszkvai székhelyű Kossuth Rádió adásait szerkesztette. 1945-ben hazatért és tagja lett az Ideiglenes Nemzetgyűlésnek. 1947—1949 között belgrádi követ, 1949–1954 között Párizsban, 1955–56-ban Varsóban volt a magyar képviselet vezetője. 1956. november 3-án a harmadik Nagy Imre-kormány megalakulásakor államminiszter lett. A szovjet intervenciót követően a jugoszláv nagykövetségen kapott menedéket családjával együtt. A Nagy Imre-perben a vád tanújaként Nagy Imréék ellen vallott, ezért megúszta a felelősségre vonást.
1958-ban nyugdíjba vonult, ekkortól kezdve haláláig visszavonultan élt.

## Magyarul
- Vég és kezdet. Emlékirat; Szépirodalmi, Bp., 1964
- Vég és kezdet. Emlékezések; Szépirodalmi, Bp., 1974
- Egy per, ötven év távlatából; Magvető, Bp., 1978 (Tények és tanúk)

## Családja
Testvére volt Szántó Béla és Szántó Rezső, és Szántó Gizella.